# Планината Броукбек
„Планината Броукбек“ (на английски: Brokeback Mountain) е американски филм от края на 2005. Филмът е носител на няколко престижни награди, сред които „Златен лъв“, „Златен глобус“, 3 „Оскара“ и 4 БАФТА. На 78-те поредни Оскари филмът е с най-много номинации – 8. Печели в категориите за най-добра режисура, адаптиран сценарий и музика. Макар че се счита за фаворит да спечели и за най-добър филм, тази статуетка е спечелена от „Сблъсъци“ („Crash“). Режисьор на филма е Анг Лий, а главните роли се изпълняват от Хийт Леджър, Джейк Джилънхол, Ан Хатауей и Мишел Уилямс. Сценарият на филма е написан от Даяна Осана и носителя на награда „Пулицър“ Лари Макмъртри, и е базиран върху едноименния разказ на американската писателка, носител на награда „Пулицър“, Ани Пру.

## Сюжет
Енис Дел Мар и Джак Туист, двама млади фермери, се срещат случайно една сутрин в малкото градче Сигнал, Уайоминг. Докато пасат заедно овцете високо в планината Броукбек, те се сприятеляват, но много скоро разбират, че чувствата, които изпитват един към друг, са повече от приятелски и отношенията им стават интимни.
Обществото през 60-те години, когато започва действието на филма, изисква от тях да имат семейства и да отгледат деца, като строго заклеймява сексуалните отношения между индивиди от един и същи пол. Енис се жени за Алма и остава да живее в Уайоминг, а Джак се жени за Лорийн и се премества в Тексас. Въпреки че любовта им е невъзможна, те продължават да се срещат тайно в продължение на почти 20 години под претекста, че отиват за риба.
Филмът е направен под мотото „Любовта е природна сила“ (Love is a force of nature).

## В ролите
| Изпълнител      | Роля                 |
| --------------- | -------------------- |
| Хийт Леджър     | Енис Дел Мар         |
| Джейк Джилънхол | Джак Туист           |
| Ан Хатауей      | Лорийн Нюсъм Туист   |
| Мишел Уилямс    | Алма Бийрс Дел Мар   |
| Линда Карделини | Кеси Картрайт        |
| Ана Ферис       | Лашон Малоун         |
| Ранди Куейд     | Джо Агуайър          |
| Кейт Мара       | Алма, дъщеря на Енис |

## Награди и номинации
| Категория                                            | Номиниран(и)                      | Резултат               |
| Оскар (5 март 2006 г.)                               | Оскар (5 март 2006 г.)            | Оскар (5 март 2006 г.) |
| ---------------------------------------------------- | --------------------------------- | ---------------------- |
| Най-добър режисьор                                   | Анг Лий                           | награда                |
| Най-добър адаптиран сценарий                         | Лари Макмъртри и Даяна Осана      | награда                |
| Най-добра филмова музика                             | Густаво Сантаолайа                | награда                |
| Най-добър филм                                       | Най-добър филм                    | номинация              |
| Най-добра кинематография                             | Родриго Прието                    | номинация              |
| Най-добра мъжка роля                                 | Хийт Леджър                       | номинация              |
| Най-добра поддържаща мъжка роля                      | Джейк Джилънхол                   | номинация              |
| Най-добра поддържаща женска роля                     | Мишел Уилямс                      | номинация              |
| Награда на БАФТА (19 февруари 2006 г.)               |                                   |                        |
| Най-добър филм                                       | Най-добър филм                    | награда                |
| Най-добра режисура                                   | Анг Лий                           | награда                |
| Най-добър адаптиран сценарий                         | Лари Макмъртри и Даяна Осана      | награда                |
| Най-добър актьор в поддържаща роля                   | Джейк Джилънхол                   | награда                |
| Най-добър филмов монтаж                              | Най-добър филмов монтаж           | номинация              |
| Най-добра кинематография                             | Родриго Прието                    | номинация              |
| Най-добра филмова музика                             | Густаво Сантаолайа                | номинация              |
| Най-добър актьор в главна роля                       | Хийт Леджър                       | номинация              |
| Най-добра актриса в поддържаща роля                  | Мишел Уилямс                      | номинация              |
| Златен глобус (16 януари 2006 г.)                    |                                   |                        |
| Най-добър филм – драма                               | Най-добър филм – драма            | награда                |
| Най-добър режисьор                                   | Анг Лий                           | награда                |
| Най-добър сценарий                                   | Лари Макмъртри и Даяна Осана      | награда                |
| Най-добра оригинална песен                           | „A Love That Will Never Grow Old“ | награда                |
| Най-добра филмова музика                             | Густаво Сантаолайа                | номинация              |
| Най-добър актьор в драматичен филм                   | Хийт Леджър                       | номинация              |
| Най-добра поддържаща актриса                         | Мишел Уилямс                      | номинация              |
| Сателит (17 декември 2005 г.)                        |                                   |                        |
| Най-добър филм – драма                               | Най-добър филм – драма            | награда                |
| Най-добър филмов монтаж                              | Най-добър филмов монтаж           | награда                |
| Най-добър режисьор                                   | Анг Лий                           | награда                |
| Най-добра оригинална песен                           | „A Love That Will Never Grow Old“ | награда                |
| Най-добър адаптиран сценарий                         | Лари Макмъртри и Даяна Осана      | номинация              |
| Най-добра филмова музика                             | Густаво Сантаолайа                | номинация              |
| Най-добър актьор в драматичен филм                   | Хийт Леджър                       | номинация              |
| Най-добър актьор в поддържаща роля в драматичен филм | Джейк Джилънхол                   | номинация              |